# Calassodia tutelata
Calassodia tutelata là một loài thực vật có hoa trong họ Lan. Loài này được (R.S.Rogers) M.A.Clem. mô tả khoa học đầu tiên năm 1989.